# Кипр на зимних Олимпийских играх 2022
Кипр принял участие на зимних Олимпийских играх 2022 года в Пекине, Китай, с 4 по 20 февраля 2022 года.
Кипрская команда состояла из одного мужчины-горнолыжника.
Янно Куумджян и некий доброволец был знаменосцем страны во время церемонии открытия. 

## Участники
Ниже приведён список участников, участвующих в Олимпийских Играх.
| Спорт       | Мужчины | Женщины | Всего |
| ----------- | ------- | ------- | ----- |
| Горные лыжи | 1       | 0       | 1     |
| Всего       | 1       | 0       | 1     |

## Горные лыжи
В соответствии с базовыми квалификационными стандартами Кипр получил квалификацию одного мужчины-горнолыжника. 
| Спортсмен     | Событие                   | Забег 1 | Забег 1 | Забег 2               | Забег 2               | Всего                 | Всего                 |
| Спортсмен     | Событие                   | Время   | Место   | Время                 | Место                 | Время                 | Место                 |
| ------------- | ------------------------- | ------- | ------- | --------------------- | --------------------- | --------------------- | --------------------- |
| Янно Куумджян | Мужской гигантский слалом | 1:20.66 | 50      | 1:21.85               | 39                    | 2:42.51               | 42                    |
| Янно Куумджян | Мужской гигантский слалом | DNF     | DNF     | Не продвинулся вперёд | Не продвинулся вперёд | Не продвинулся вперёд | Не продвинулся вперёд |